# El infierno artificial
El infierno artificial es un cuento del escritor uruguayo Horacio Quiroga, publicado por primera vez en Cuentos de amor de locura y de muerte, en 1917. Aparece en la primera y en la segunda edición, de 1918, aunque fue excluido por el autor en ediciones posteriores.

## Resumen
Un sepulturero adicto al cloroformo sufre la alucinación de estar conversando con un cadáver, que le relata cómo varios años de adicción a la cocaína terminaron llevándolo al suicidio. Sin embargo, su adicción lo acompañaría incluso más allá de su muerte.

## Otros datos
Es, junto con El haschich (publicado en El crimen del otro, en 1904), uno de los cuentos de Quiroga que se centran en el consumo de drogas. El cuento se vincula antagónicamente con la visión planteada por Charles Baudelaire en su serie de ensayos Los paraísos artificiales, en los que exalta algunas virtudes de las sustancias alucinógenas.